# Aequum Tuticum
Aequum Tuticum était un vicus romain du sud de l'Italie, à environ 35 km à l'est-nord-est de Bénévent. Le site archéologique se trouve à côté du hameau de Saint Eleuterio, surplombant la vallée de Miscano à une altitude de 575 m, à environ 15 km au nord de l'actuelle Ariano Irpino, dans le district historique d'Irpinia. Le nom du vicus est en partie latin (Aequum, signifiant « plaine », « terrain plat ») et en partie osque (Tuticum, « populaire », « public »),.

## Historique

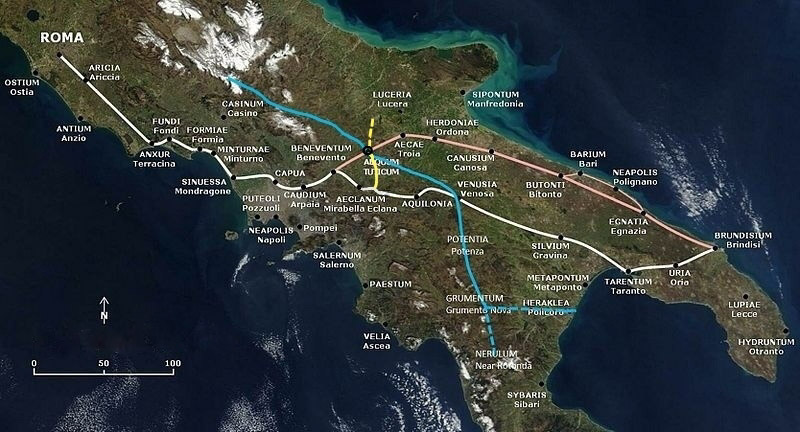
Aequum Tuticum au carrefour entre la Via Aemilia in Hirpinis (jaune), la Via Traiana (rouge) et la Via Herculia (bleu), trois branches de l'ancienne Voie Appienne (blanche).

Aequum Tuticum fut fondée près de l'intersection de deux anciennes voies romaines : la Via Minucia (it) (expressément citée par Ovide) et la Via Aemilia, dont l'existence est attestée par deux bornes milliaires du IIe siècle av. J.-C.(trouvées dans les zones voisines Manna-Torre Amando et Camporeale-Santa Lucia) portant l'inscription Marcus Aemilius Lepidus. Le vicus fut mentionné pour la première fois par Cicéron dans une lettre de 50 av. J.-C. adressée à son ami Titus Pomponius Atticus ; il décrivit l'endroit (sous le nom d'Equus Tuticus) comme une étape régulière le long de la route vers les Pouilles.
À l'époque d'Hadrien, lorsque le vicus était une possession de la gens Seppia (it) de Bénévent, il devint un carrefour routier important car le vicus se trouvait au carrefour entre la Via Traiana et la Via Herculia. 
Près d'Aequum Tuticum, juste au nord, un tronçon de la Via Traiana a été découvert le long du torrent Miscano, tandis que deux zones sépulcrales apparaissent au sud et à l'ouest ;  des photographies aériennes ont également montré le tracé de la Via Herculia.

## Description
Des fouilles archéologiques, menées entre 1990 et 2000, ont permis de découvrir des structures murales et des vestiges de l'époque romaine tels que des céramiques, des inscriptions, des stèles funéraires et des pièces de monnaie. Le complexe le plus ancien semble être une structure thermale datant du Ier siècle. Le compartiment central, appelé frigidarium, présente une mosaïque de carreaux noirs et blancs. On y trouve  une série de pièces du IIe siècle disposées en rangées (peut-être des pièces utilisées comme entrepôt ou magasin).

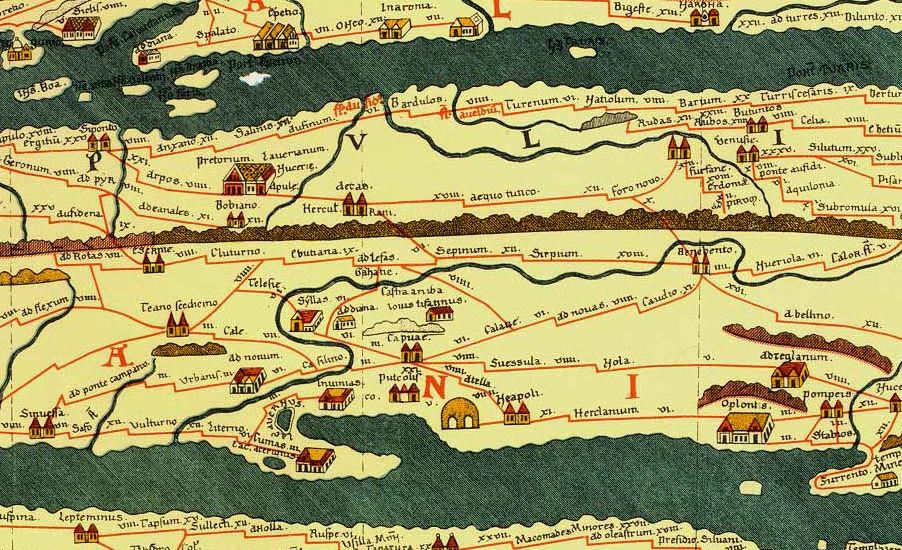
Aequum Tuticum au centre de la Table de Peutinger.

La colonie a subi des dommages à la suite d'un séisme dans la seconde moitié du IVe siècle, mais peu de temps après, une villa romaine, présentant un compartiment décoré d'une vaste mosaïque polychrome, a été installée au-dessus des bâtiments plus anciens.
Aequum Tuticum, mentionné dans la Table de Peutinger et dans l'Itinerarium Antoninum, fut ensuite abandonné au VIe siècle, probablement en raison des invasions barbares. Les sources du haut Moyen Âge mentionnent la localité (probablement déjà inhabitée) sous le nom de Sant'Eleuterio, qui est un nom d'origine grec médiéval (à la fin du IXe siècle, les troupes byzantines, venues des Pouilles, avaient occupé Bénévent, qu'elles occupèrent pendant plusieurs années). Cet établissement est expressément mentionné dans le Catalogus Baronum de 1152, ainsi que dans un écrit (daté de 1191) du roi de France Philippe II Auguste.
On trouve cependant des traces d'un déplacement au Moyen Âge (XIIe siècle), lorsque les anciens murs romains furent incorporés à ceux d'un édifice faisant partie du nouveau hameau habité également appelé « Sant'Eleuterio » (à ne pas confondre avec la moderne Contrada Sant'Eleuterio toute proche), puis à son tour abandonné. 
Une collection de pièces provenant d'Aequum Tuticum est conservée au Museo archeologico di Ariano Irpino (it) tandis que plusieurs dizaines d'inscriptions et d'éléments architecturaux sont rassemblés dans un lapidaire à l'intérieur de la Villa comunale.